# الاحتجاجات المناهضة للحرب في سراييفو (1992)
في 5 أبريل 1992 ردا على الأحداث في جميع أنحاء البوسنة والهرسك شارك 100000 شخص من جميع الجنسيات في مسيرة سلام في سراييفو. أطلق قناصة صرب في فندق هوليداي إن الشهير الخاضع لسيطرة الحزب الديمقراطي الصربي في قلب سراييفو النار على الحشد مما أسفر عن مقتل ستة أشخاص وإصابة آخرين. كانت سوادا ديلبيروفيتش وامرأة من أصل كرواتي أولغا سوتشيتش في الصفوف الأولى تحتجان فوق جسر فربانيا في ذلك الوقت. أعيدت تسمية الجسر الذي قُتلت فيه سوتشيتش وديلبروفيتش تكريما لهما. تم القبض على ستة قناصين صرب لكن تم تبادلهم عندما هدد الصرب بقتل قائد أكاديمية الشرطة البوسنية الذي تم أسره في اليوم السابق بعد أن استولى الصرب على الأكاديمية واعتقلوه.
تتناقض الشهادة التي أدلى بها الجنرال السابق في جيش يوغوسلافيا الشعبي ألكسندر فاسيلييفيتش خلال محاكمة سلوبودان ميلوسيفيتش بارتكاب جرائم حرب في لاهاي مع الادعاء بأن القناصين الصرب هم من أطلقوا النار. وتبين فيما بعد أن البيانات التي قدمها فاسيلييفيتش كاذبة.

## اقتحام مبنى البرلمان
بعد أن لم يكن أمام المتظاهرين خيار آخر قرروا اقتحام مبنى البرلمان حيث أسسوا ما يسمى ببرلمان الشعب حيث عرضوا على الجميع إلقاء خطاب مدته دقيقتان حول ما يجب القيام به بعد ذلك في حل مشكلة الحصار. تحدث العديد من مشاهير سراييفو في القاعة الرئيسية للبرلمان. كما ظهر رئيس جمهورية البوسنة والهرسك علي عزت بيغوفيتش وقدم نفسه كمواطن أكثر من كونه رئيسا الأمر الذي أثار التصفيق والهتاف بصوت عال. كانت الأجواء في ذروتها عندما ظهر قائد وحدة القوات الخاصة التابعة لوزارة الداخلية دراغان فيكي وقال للجمهور: «لنتسلح ضد العدوان الصربي».

## الشرارة التي أشعلت النار
إنه متنازع عليه بين البوسنيين والكروات والصرب الذين هم أول ضحايا حرب البوسنة والهرسك. يعتبر البوسنيون والكروات أن أولى ضحايا الحرب هم سعادة ديلبيروفيتش وأولغا سوتشيتش. بينما يعتبر الصرب أن نيكولا غاردوفيتش والد العريس الذي قُتل في موكب زفاف صربي في اليوم الثاني من الاستفتاء في 1 مارس 1992 في مدينة باسكارسييا القديمة في سراييفو هو الضحية الأولى في الحرب.